# Акебія
Акебія (Akebia) — рід п'яти видів квіткових рослин родини Lardizabalaceae. Наукова назва, акебія, є латинізацією японської назви виду Akebia quinata : akebi (яп. 通草).

## Види
Існує п'ять видів :  
| Квітка | Ім'я                                                 | Звичайне ім'я       | Розподіл                      |
| ------ | ---------------------------------------------------- | ------------------- | ----------------------------- |
|        | Akebia apetala (Quan Xia, JZSun & ZXPeng) Christenh. | Акебія кучерява     | Китай, Японія, Корея, Тайвань |
|        | Akebia chingshuiensis T. Shimizu                     | Акебіа чінгшуіенсіс | Тайвань                       |
|        | Akebia longacemosa Matsumura                         | Акебія грозновидна  | Китай і Тайвань               |
|        | Akebia quinata (Houttuyn) Decaisne                   | Акебія п'ятилиста   | Китай, Корея та Японія        |
|        | Akebia trifoliata (Thunberg) Koidzumi                | Акебія трилиста     | Китай, Корея та Японія        |

## Гібриди
- Akebia × pentaphylla (Makino) Makino (A. quinata × A. trifoliata)

## Фрукти
Akebia quinata і Akebia trifoliata дають їстівні плоди, які містять солодку білу м’якоть.  Смак у плодів акебії дуже різниться, навіть у межах одного виду, причому деякі особини демонструють складний профіль смаку, що нагадує суміш банана, маракуї та лічі, а інші – м’які або навіть прісні (без смаку).  Деякі сорти акебія мають смак подібний до драконового фрукта 

## Акебія в Японії
Акебія часто згадується в японській літературі, де вона згадує пасторальне середовище.  Хоча плоди акебі зазвичай належить до видів з п’ятьма листками, види з трьома листками використовуються майже так само у їжі.
Хоча в минулому акебія була лише другорядною їжею, сьогодні акебія вважається спеціальною культурою, доступною лише в сезон. Стручки містять білу напівпрозору драглисту м’якоть, яка є злегка солодкою та насиченою насінням.  Смак описується як солодкий, але досить «прісний».  Дехто в ідилічній формі згадує, як у дитинстві шукали її на пагорбах. 
Пурпурова, злегка гірка шкірка використовується як овоч у префектурі Ямагата  або в тих північних районах, де типовий рецепт передбачає начинку шкірки курячим (або свинячим) фаршем, приправленим місо.  У невеликих кількостях акебія постачається на міський ринок як новинка.
Окрім споживання плодів, з листя акебії також готують чайний напій.  Крім їжі та напоїв, лози акебія використовують для плетіння кошиків. Старе джерело перераховує Мінакучі, Шига та Цугару (нині префектура Аоморі) як місцевості, де виробляли кошики з сорту трилистої лози. 

## Галерея

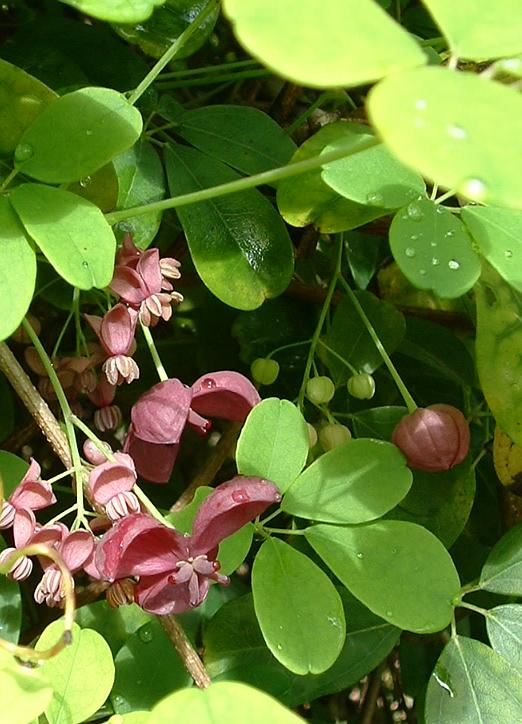
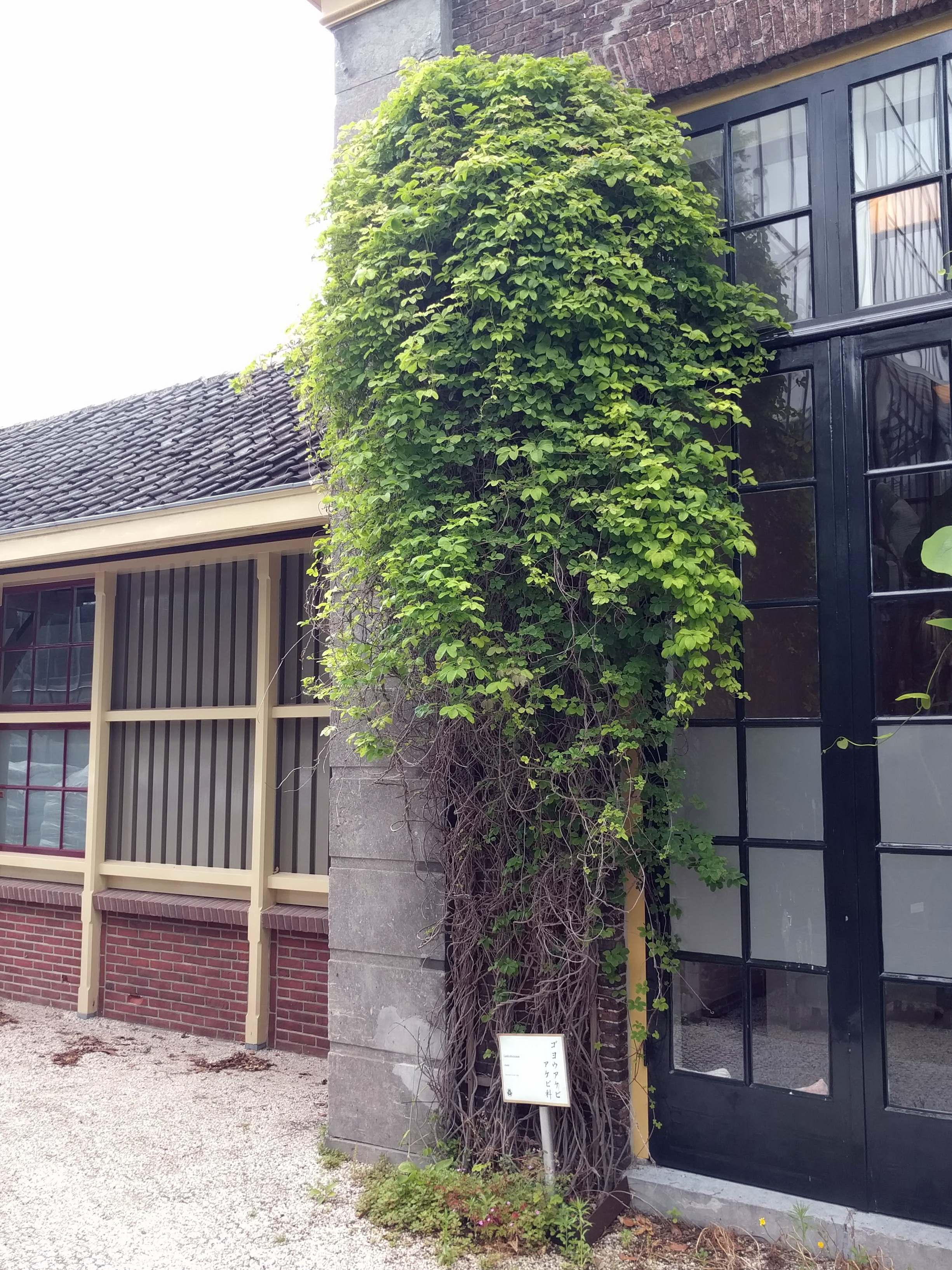
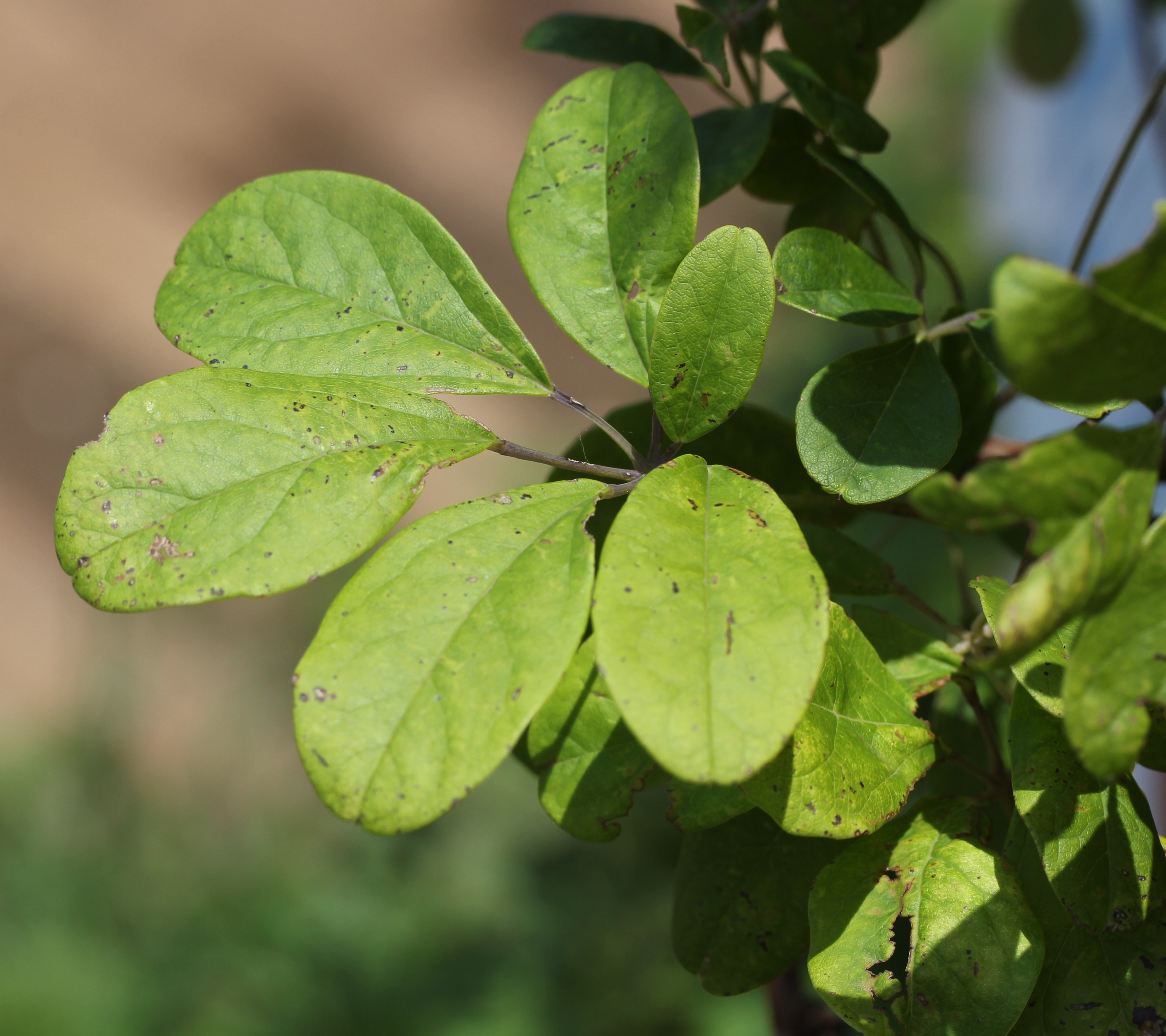
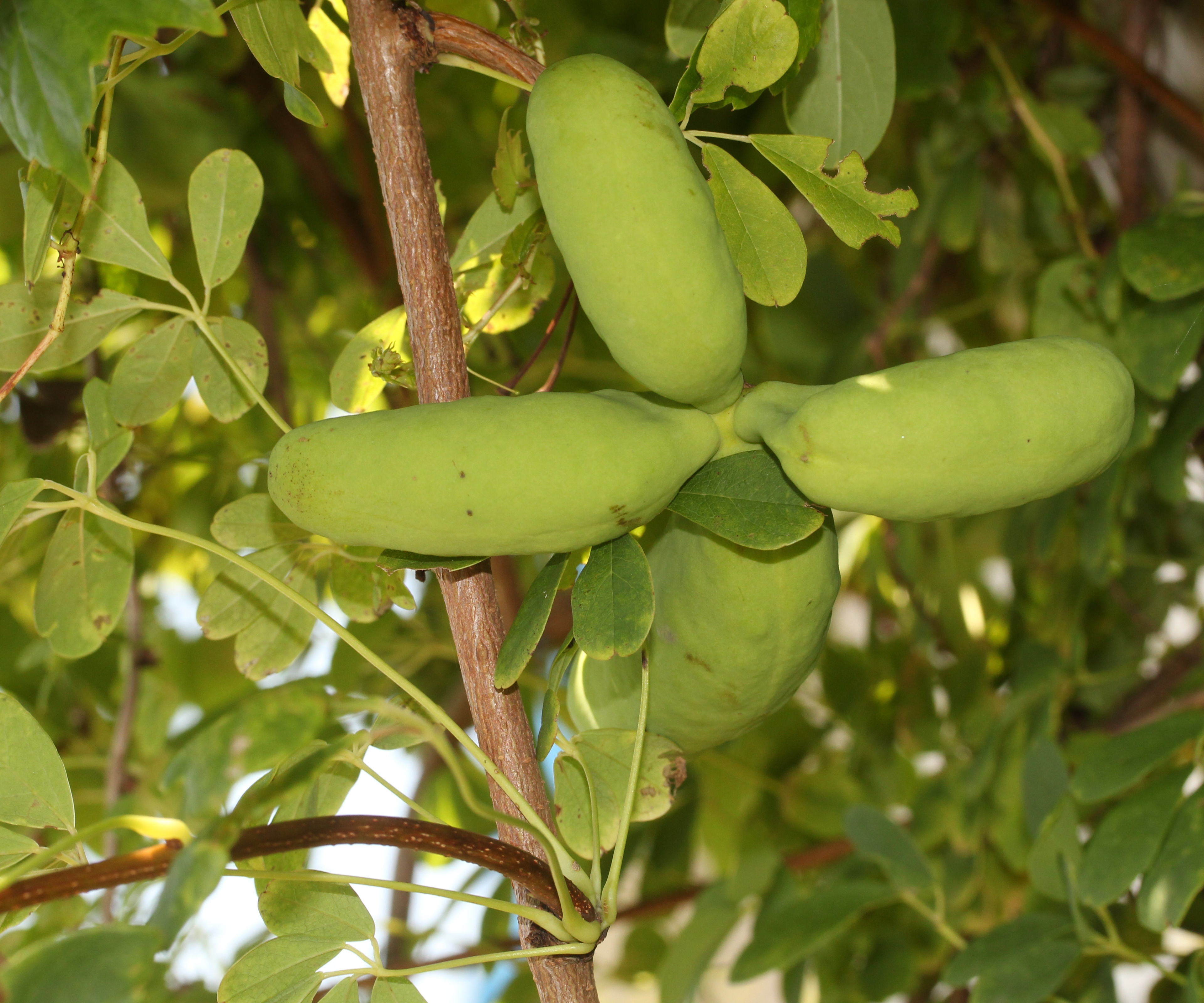
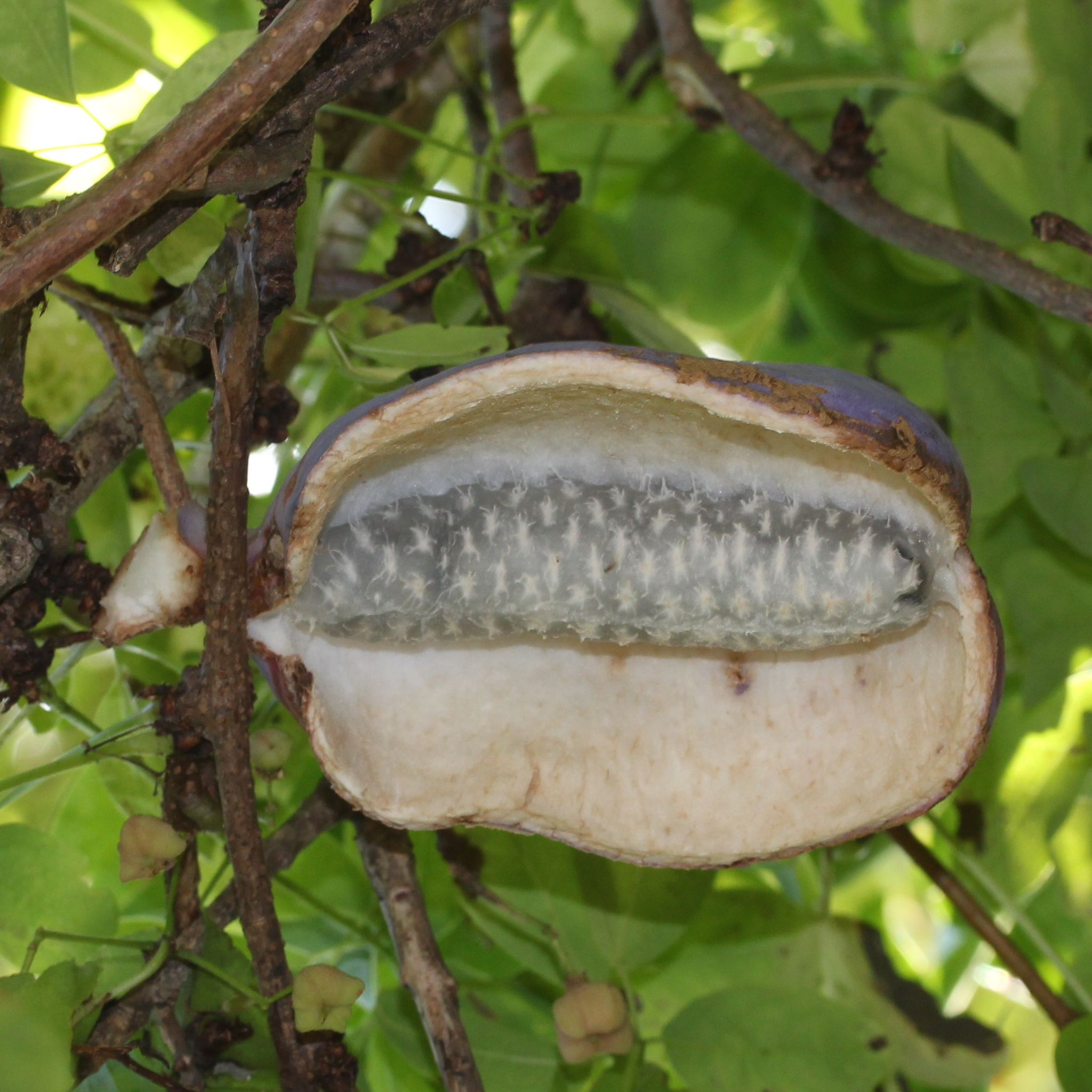
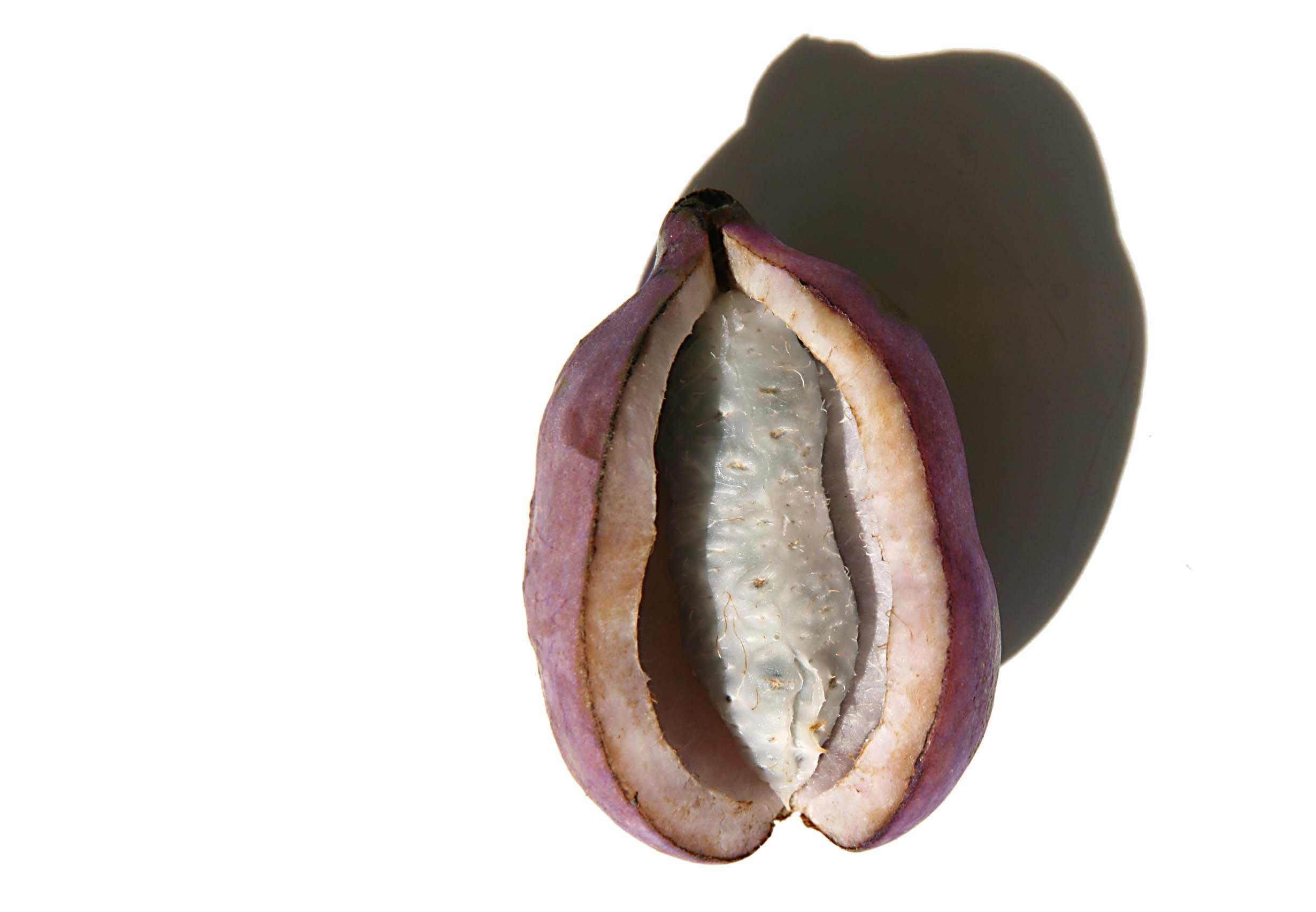
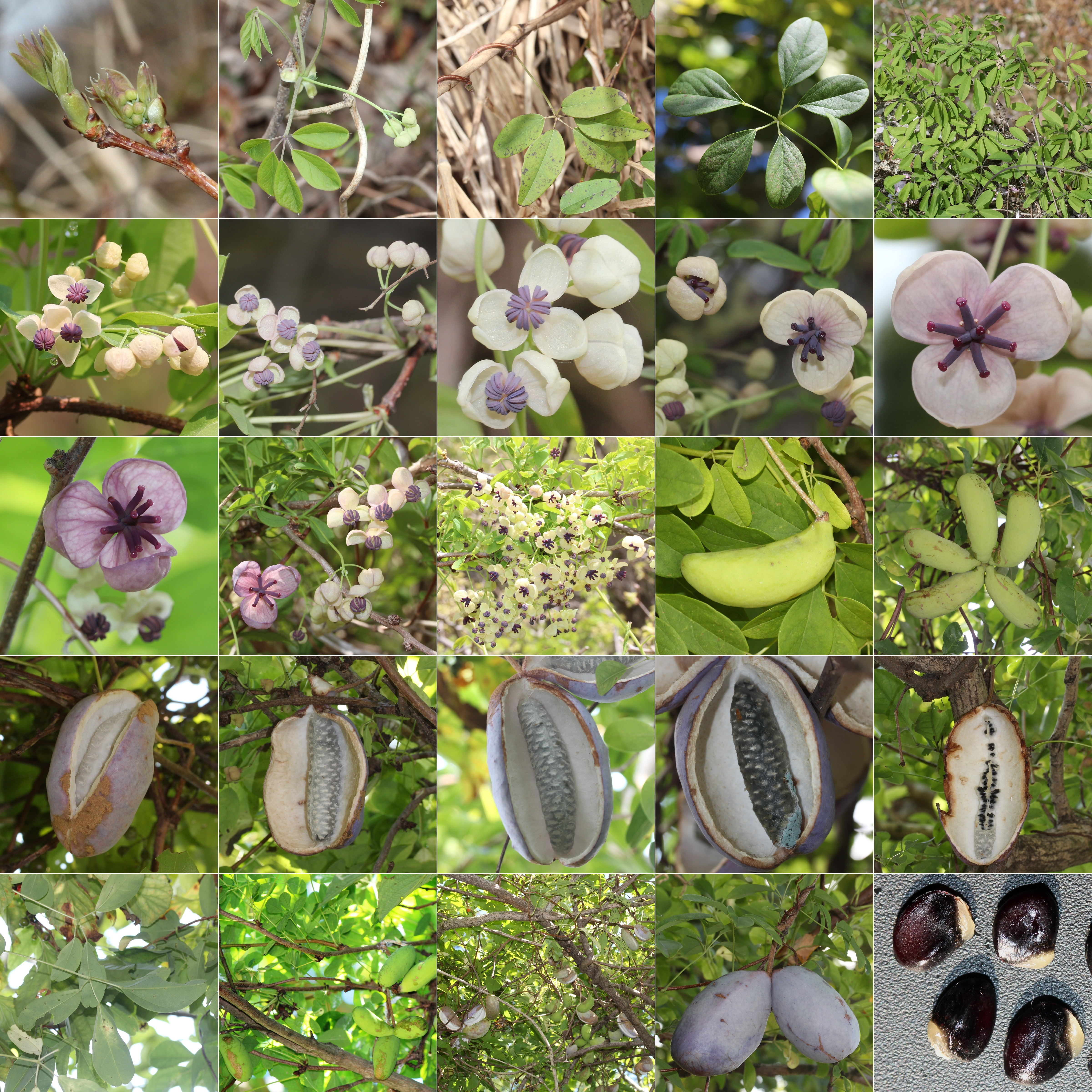
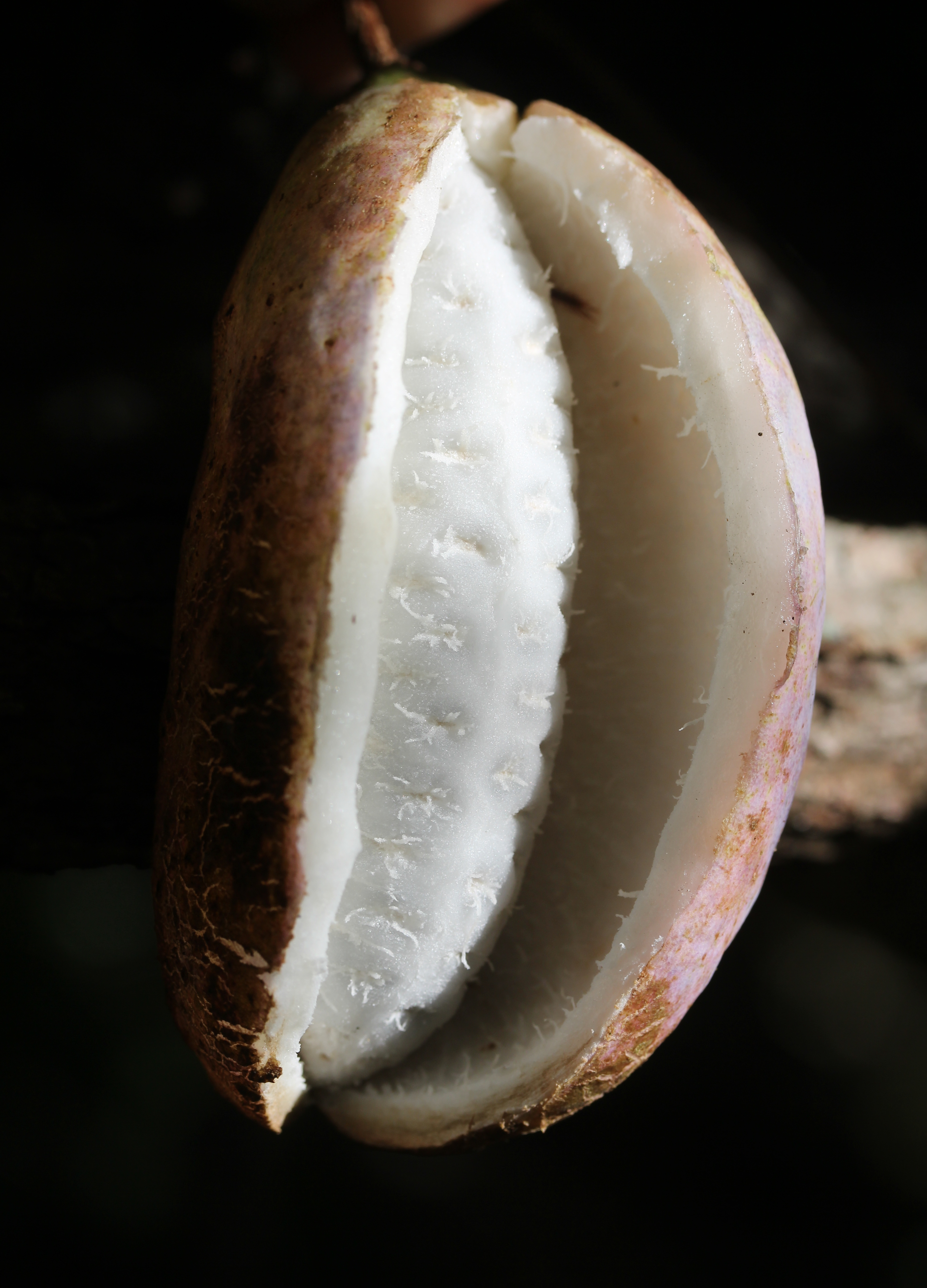
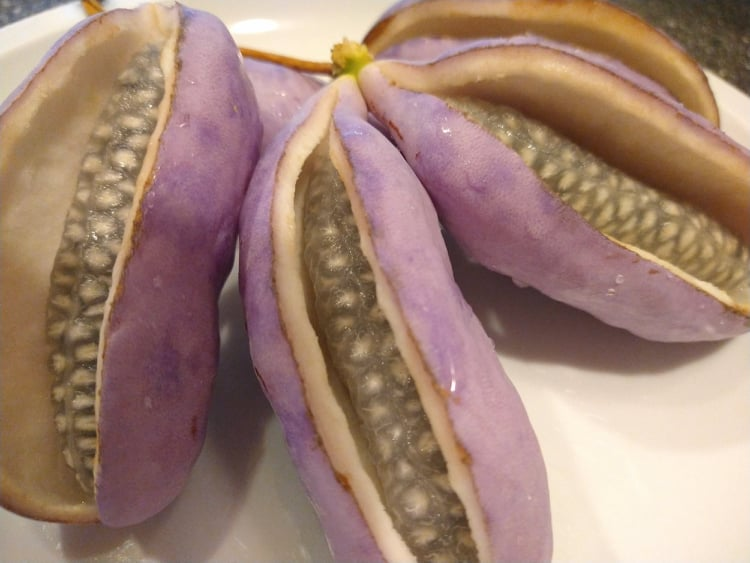
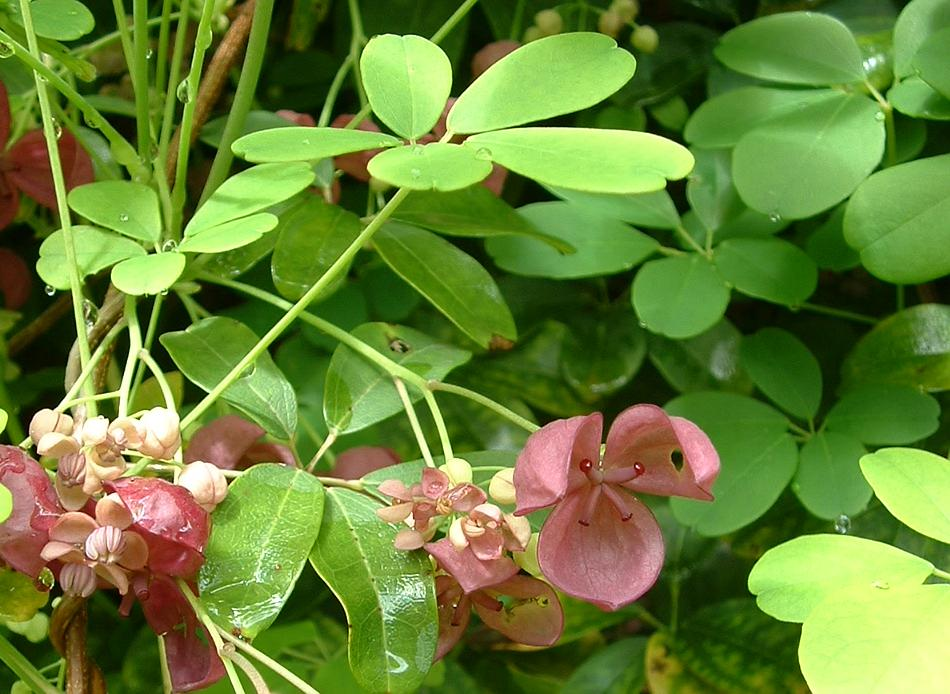
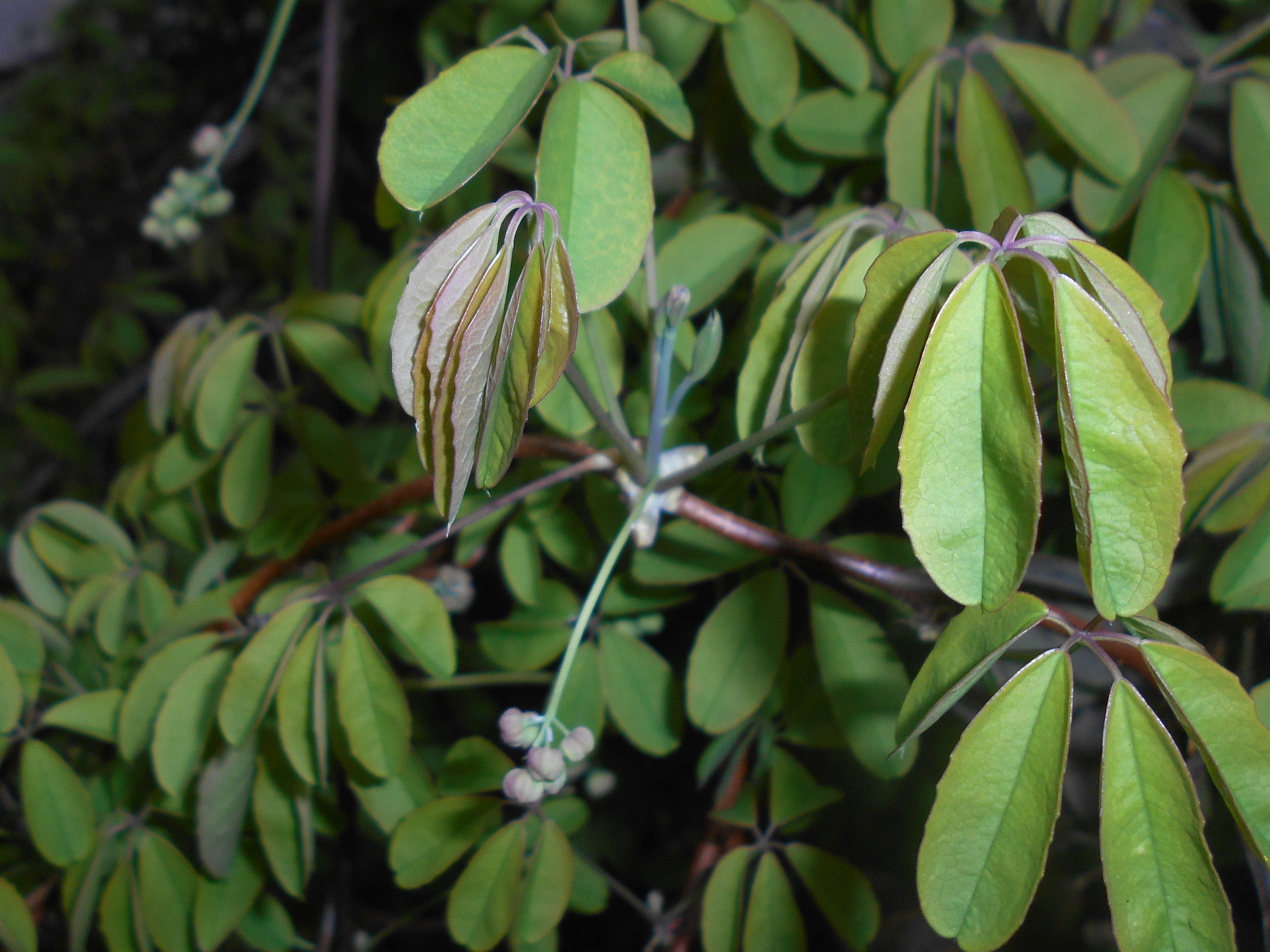
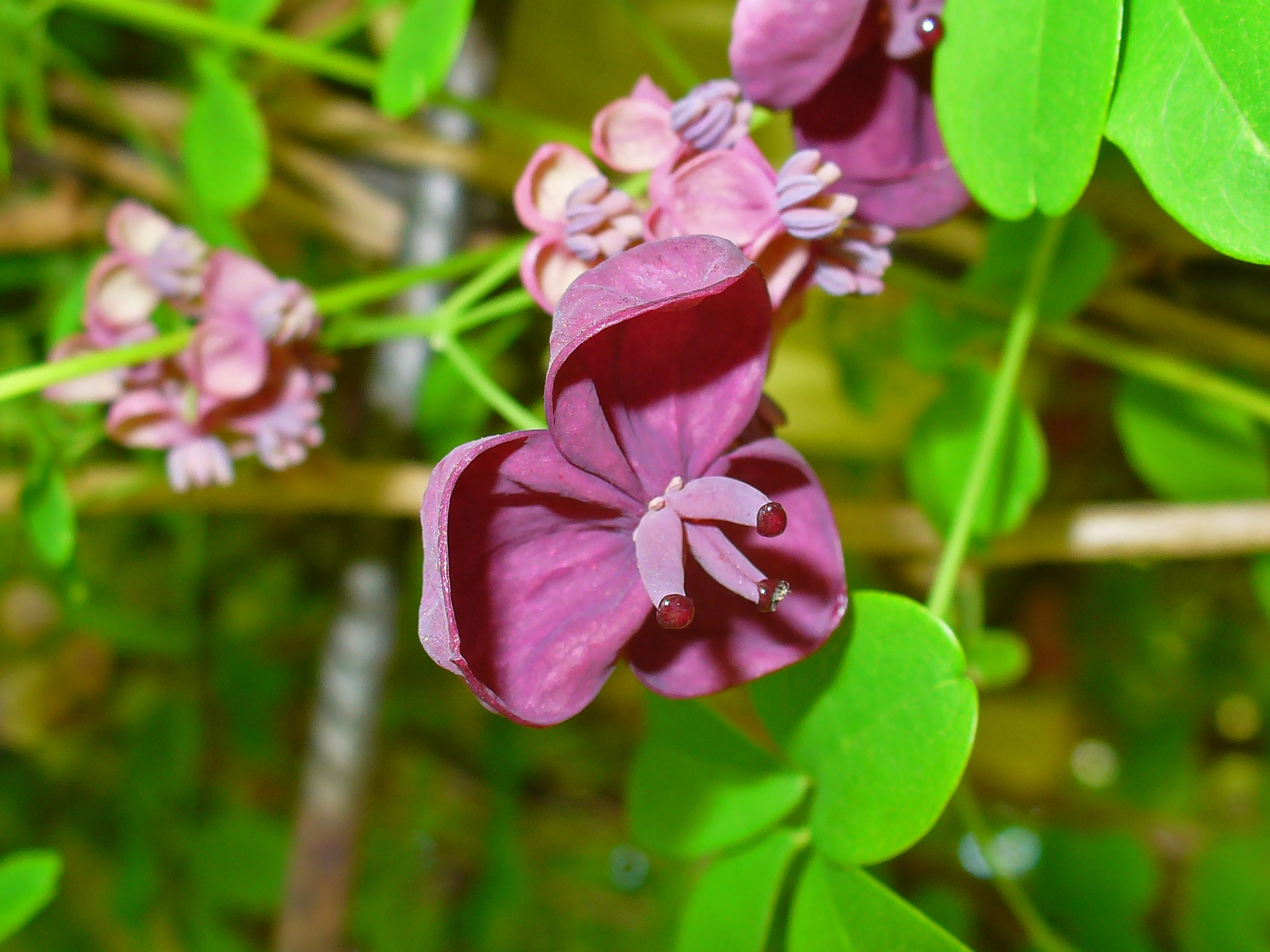
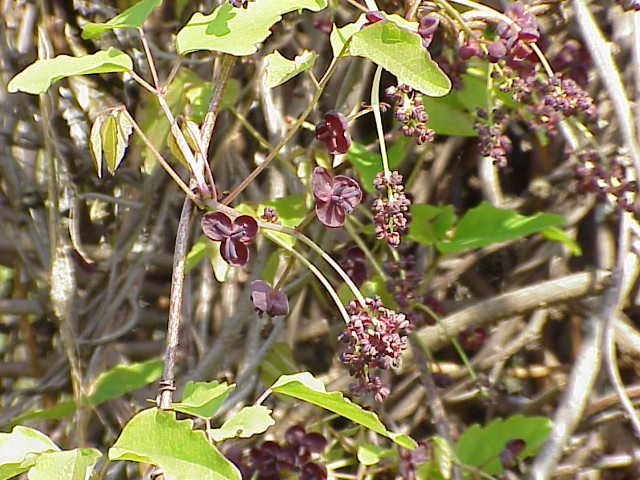